# Mairie du 5e arrondissement de Paris
La mairie du 5e arrondissement de Paris est le bâtiment qui héberge les services municipaux du 5e arrondissement de Paris, en France. La mairie est située au no 13, place du Panthéon.

## Historique
À la suite d'une loi adoptée le 2 juillet 1844, le bâtiment a été conçu par l'architecte par Jean-Baptiste Guenepin et est achevé pour l'essentiel en 1849 par Jacques Hittorff. Chargé de l'aménagement intérieur, Pierre-Victor Calliat (1801-1881), réalise son travail entre 1866 et 1870. Il s'inspire de la faculté de droit située symétriquement sur la place, datant de 1770. Toutefois, l'édifice se révèle rapidement trop petit et des travaux de reconstruction ont lieu à partir de 1921.
La salle de mariage comprend un buste de Marianne en marbre réalisé par Wermare.

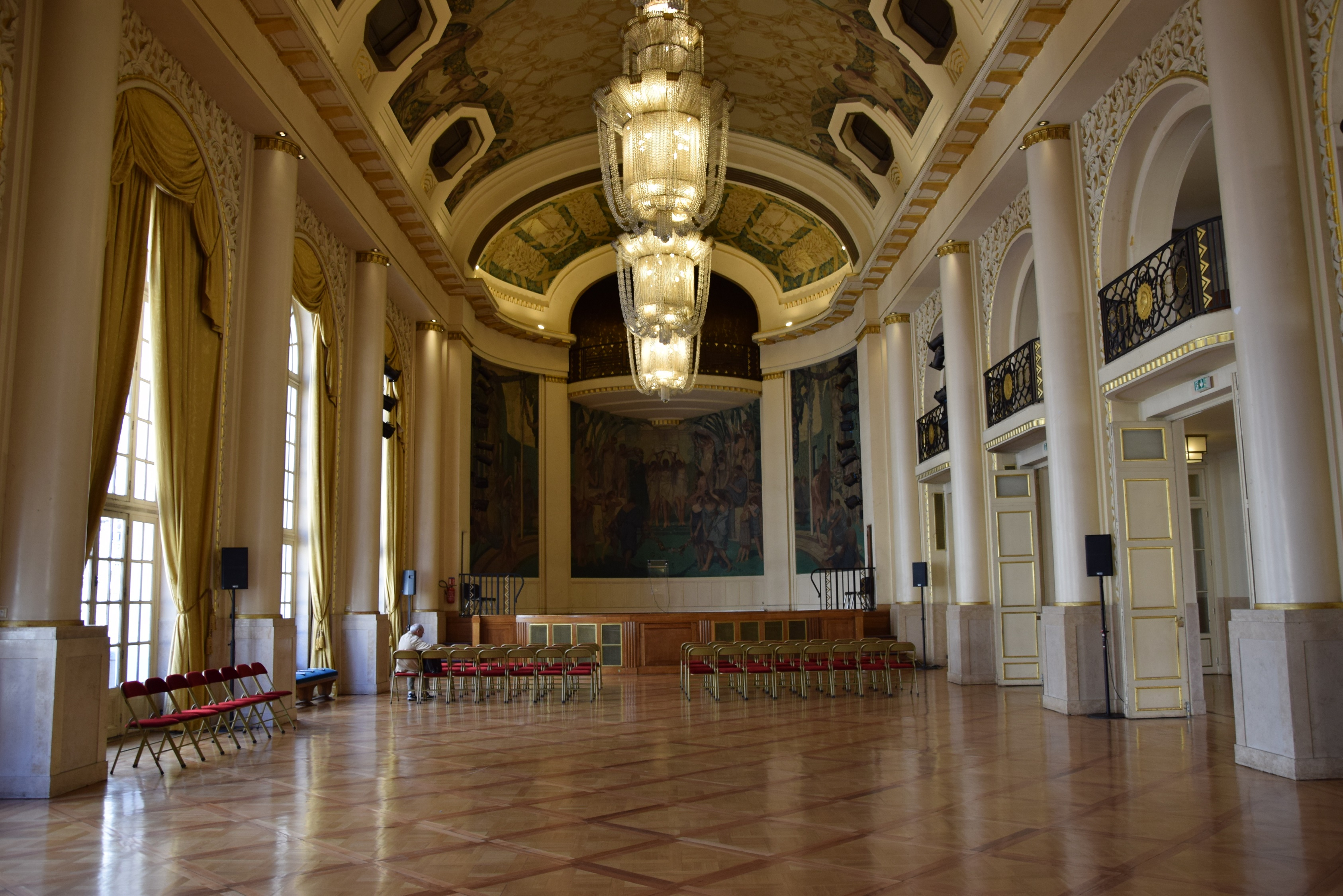
La salle des fêtes.
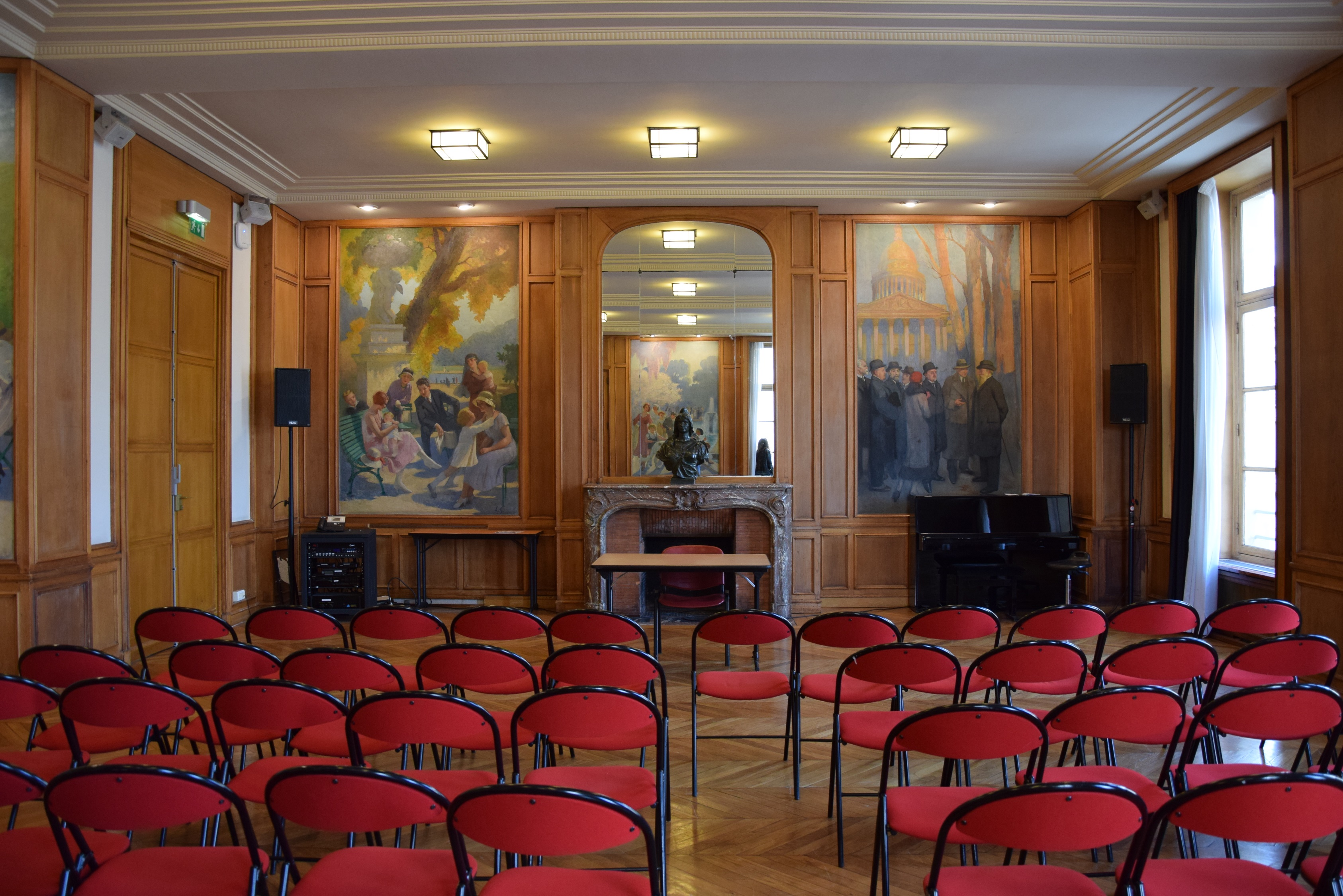
La salle Paul Pierrotet, maire de 1906 à 1930.

La façade de la mairie est inscrite au titre des monuments historiques par arrêté du 27 février 1925. L'arrêté d'inscription du 8 juillet 2024 se substitue au précédent.
Entre 1932 et 1989, au dernier étage de la mairie, sous les toits, se trouvait la bibliothèque Marguerite-Durand.
En décembre 1935, la mairie accueille, comme cinq autres lieux de la capitale, la première diffusion publique de programmes télévisés en France.

Dans l'escalier d'honneur, sont exposées cinq toiles tendues représentant le jardin du Luxembourg, peintes par Henri Martin en 1932-1935. Présentation sur le site de la mairie : 

« L’escalier d’honneur. Dans la partie en hémicycle de la cage d’escalier, cinq grandes toiles tendues d’Henri Martin (1860-1943) représentent le jardin du Luxembourg situé dans le 6e arrondissement (…). Ce polyptyque réalisé à la fin de sa carrière (1935) constitue un exemple abouti du mouvement post-impressionniste dont Henri Martin, grand maître de la lumière, est un des représentants les plus emblématiques »

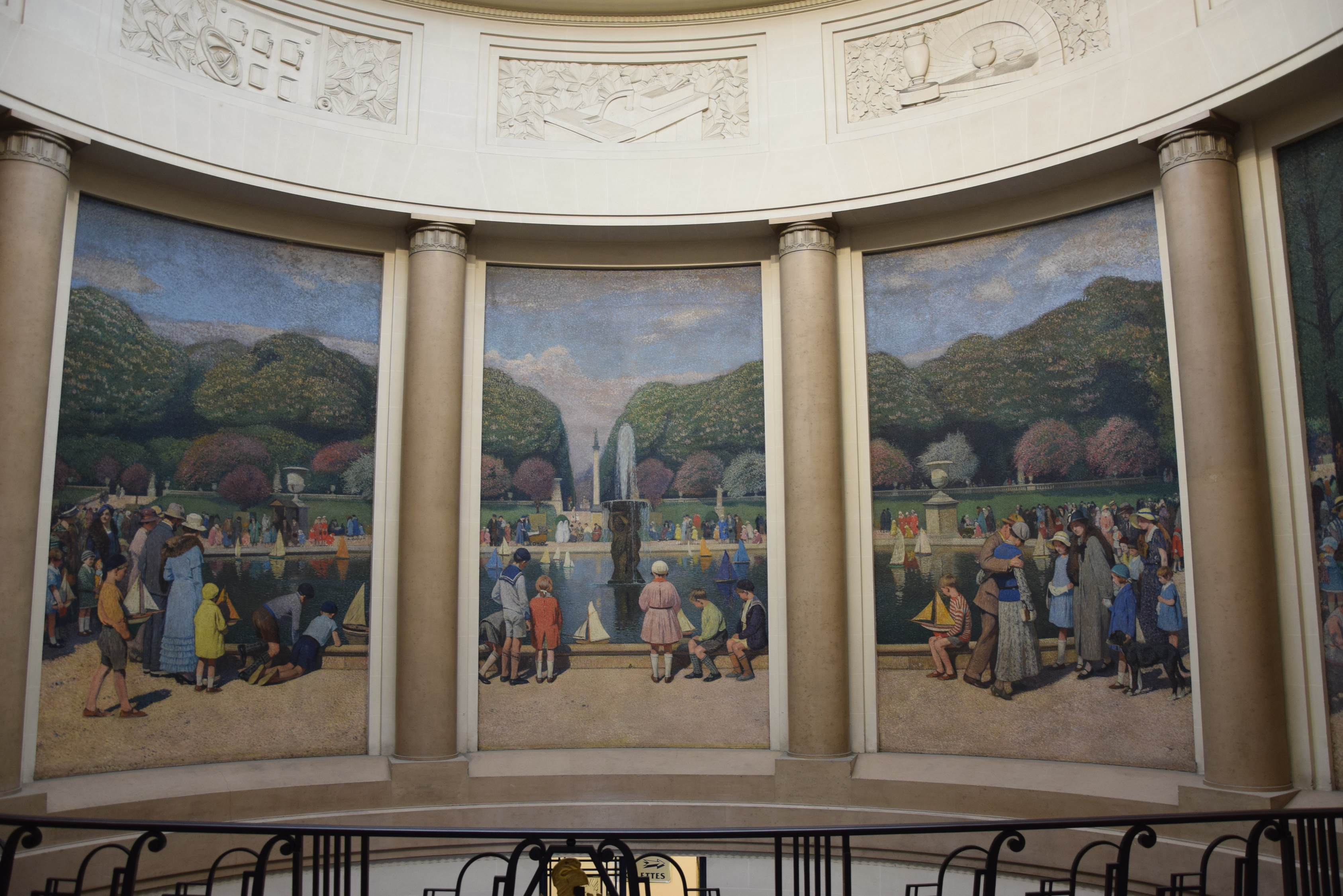
Esquisses pour la mairie du 5e, cinq toiles de Henri Martin peintes de 1932 à 1935, représentant des promeneurs dans le jardin du Luxembourg. Elles sont exposées dans l'escalier d'honneur. Seulement trois d'entre elles sont visibles ici.

.